# Fàtima Ahmed El Haddad
Fàtima Ahmed El Haddad   (Tetuan, 1967) és una activista per la integració dels migrants.
Nascuda a Tetuan, es va criar a Ceuta amb sis germans i germanes. En arribar a Barcelona (el 1995 o 1996, segons la font), va tenir problemes amb la llengua. Va conèixer el català a través de la seva filla. De seguida es va vincular al moviment associatiu del barri del Raval. El 1997 va entrar a treballar a l'Associació Sociocultural Ibn Battuta. El 2013 va fundar, juntament amb Mercè Amor, l'Associació Intercultural Diàlegs de Dona, que afavoreix la socialització de les dones migrades que arriben al Raval de Barcelona. Forma part del Consell Assessor per a la Diversitat Religiosa i el Consell Municipal d'Immigració de Barcelona.
El 2022 va rebre la Creu de Sant Jordi per la seva tasca en favor de la integració dels migrants. El març de 2023, va ser una de les personalitats homenatjades per l'Ajuntament de Barcelona en la campanya Ciutat de Dones.